# Institut national du service public
L'Institut national du service public (INSP) è una grande école con sede a Strasburgo, in Francia. L'istituto è dedicato al reclutamento, alla formazione iniziale e alla formazione continua degli alti dirigenti e dei dipendenti pubblici dello Stato. È stata creata il 1º gennaio 2022 per sostituire l'École nationale d'administration (ENA), abolita il 31 dicembre 2021 dal presidente francese Emmanuel Macron .
L'INSP ha sede a Strasburgo e ha uffici a Parigi. La sua istituzione fa parte delle riforme del top management introdotte dal presidente Macron con l’obiettivo di realizzare un’alta amministrazione più efficiente, inclusiva e attraente. Tuttavia, la sua creazione ha dovuto affrontare le critiche di molti funzionari pubblici francesi, tra cui l'ex primo ministro di Macron Édouard Philippe .
L'istituto è responsabile di fornire agli alti dirigenti statali una formazione iniziale e continua basata su nuove basi. Sovrintende ad un programma di base comune per le scuole del servizio pubblico che forma i dirigenti senior di tutti e tre i settori del servizio pubblico e dell'amministrazione della giustizia, per garantire riferimenti comuni, migliorare l'azione pubblica e quindi servire meglio i cittadini francesi.
Fornisce in particolare una formazione continua mirata ad agevolare i funzionari pubblici di alto livello nell’accesso a posizioni dirigenziali nel governo. La sua struttura e le sue attività sono stabilite dal Decreto n. 2021-1556 del 1 dicembre 2021.
La missione dell'istituto, in quanto prestigioso centro di formazione per alti dirigenti e manager, è quella di costruire partenariati accademici di alta qualità (in Francia e all'estero) e di sviluppare l'influenza internazionale della Francia, che include l'assunzione di studenti stranieri e l'accoglienza di revisori dei conti stranieri.